# Schweiz Grand Prix 1951
Schweiz Grand Prix 1951 var det första av åtta lopp ingående i formel 1-VM 1951. 

## Resultat
1. Juan Manuel Fangio, Alfa Romeo, 8+1 poäng
2. Piero Taruffi, Ferrari, 6
3. Nino Farina, Alfa Romeo, 4
4. Consalvo Sanesi, Alfa Romeo, 3
5. Emmanuel de Graffenried, Alfa Romeo, 2
6. Alberto Ascari, Ferrari
7. Louis Chiron, Enrico Platé (Maserati)
8. Stirling Moss, HWM-Alta
9. Louis Rosier, Ecurie Rosier (Talbot-Lago-Talbot)
10. Philippe Étancelin, Philippe Étancelin (Talbot-Lago-Talbot)
11. Rudi Fischer, Ecurie Espadon (Ferrari)
12. Harry Schell, Enrico Platé (Maserati)
13. Johnny Claes, Ecurie Belge (Talbot-Lago-Talbot)
14. Guy Mairesse, Yves Giraud-Cabantous (Talbot-Lago-Talbot)

### Förare som bröt loppet
- Peter Whitehead, Ferrari (varv 36, olycka)
- Henri Louveau, Ecurie Rosier (Talbot-Lago-Talbot) (30, olycka)
- George Abecassis, HWM-Alta (23, tändfördelare)
- Yves Giraud-Cabantous, Yves Giraud-Cabantous (Talbot-Lago-Talbot) (14, tändning)
- Luigi Villoresi, Ferrari (12, olycka)
- José Froilán González, José Froilán González (Talbot-Lago-Talbot) (10, oljepump)
- Peter Hirt, Peter Hirt (Veritas) (0, bränslesystem)